# Freiburg Open 1983
Il Freiburg Open 1983 è stato un torneo di tennis giocato sulla terra rossa. È stata la 1ª edizione del torneo, che fa parte del Virginia Slims World Championship Series 1983. Si è giocato a Friburgo in Germania dall'11 al 17 luglio 1983.

## Campionesse

### Singolare
Catherine Tanvier ha battuto in finale  Laura Arraya con il punteggio di 6–4, 7–5

### Doppio
Bettina Bunge /  Eva Pfaff hanno battuto in finale  Ivanna Madruga-Osses /  Emilse Raponi con il punteggio di 6–1, 6–2